# Тамошайтис, Изидорюс
Изидорюс Тамошайтис (лит. Izidorius Tamošaitis; 12 [24] августа 1889, деревня Антакальнишки Юрбургской волости Россиенского уезда, ныне Антакальнишкяй Юрбаркского района — 6 февраля 1943, лагерь Решёты Красноярского края) — литовский католический священник, философ, общественный деятель; доктор философии (1920), профессор (1924). 

## Биография
Начальную школу посещал в Скирснемуне, затем учился в городской школе в Россиенах. Сдал в Москве экзамены за четыре класса гимназии, поступил в  католическую Каунасскую духовную семинарию. Окончил семинарию в 1912 году. Продолжил образование в католической Духовной академии в Санкт-Петербурге, которую окончил в 1916 году. В 1916—1920 годах учился в швейцарском Фрибурском университете. Защитив диссертацию по философии Владимира Соловьёва „Kriteriologijos problema Vladimiro Solovjovo filosofijoje“, получил степень доктора философии (1920).
По возвращении в Литву преподавал в Духовной семинарии в Каунасе. В 1922—1940 годах преподавал философию, логику, психологию в Университете Витовта Великого (до 1930 года Литовский университет); профессор (1924).
Был одним из учредителей Союза учителей Литвы (1927). 
Сотрудничать в периодической печати начал с 1911 года. Редактировал периодические издания — газету Союза таутининков „Lietuvis“ (1927), журнал „Vairas“ (1929—1938), продолжающееся научное издание отделения философии и педагогики Гуманитарного факультета Университета Витовта Великого „Eranus“ (1930—1935). Сотрудничал в журналах „Ateitis“, „Draugija“, „Švietimo darbas“, „Logos“, „Lietuvos mokykla“, „Židinys“, „Jaunoji Lietuva“ и других изданиях. В 1937—1938 годах был председателям Союза журналистов Литвы.
Во время советизации Литвы в 1940 году вернулся в родную деревню, куда перевёз свою богатую библиотеку с книгами на немецком, русском, французском языках и комплектами периодических изданий. Среди них был парижский журнал «Современные записки»; Тамошайтис был едва ли не единственным его подписчиком в Литве. 
В 1941 году репрессирован советскими властями, выслан в Сибирь, где умер в лагере. 

## Философские воззрения
На философские взгляды Изидорюса Тамошайтиса влияли философия неотомизма, идеи Блаженного Августина, Владимира Соловьёва, Макса Шелера. Религиозному опыту придавал больше значения, чем интеллектуальному. В анализе кризиса общества и культуры XX века усматривал его причины в позитивизме. Выход из кризиса ему виделся в обновлении метафизики. Исследовал происхождение и структуру фашистского государства, изучал и критиковал материализм и марксистскую философию. 
Тамошайтис был одним из идеологов таутининков (литовских националистов). Считал нацию важнейшей социальной категорией. Сущность нации, по Тамошайтису, — духовное начало.

## Награды
- Орден Великого князя Литовского Гядиминаса третьей степени (1928).

## Труды
- Įvadas į filosofiją (1926).
- Bendroji psichologija (1927).
- Trejopas žinojimas (1930).
- Mūsų gyvenamasai laikas ir auklėjimo uždaviniai (1931).

- Rinktiniai filosofiniai raštai. Sudarytoja: Gražina Pranckietytė. Vilnius: Lietuvos kultūros tyrimų institutas, 2010. 400 p. ISBN 978-9955-868-31-6.